# Geophis nasalis
Geophis nasalis este o specie de șerpi din genul Geophis, familia Colubridae, descrisă de Cope 1868. A fost clasificată de IUCN ca specie cu risc scăzut. Conform Catalogue of Life specia Geophis nasalis nu are subspecii cunoscute.